# دانييل بيتري
دانييل بيتري (بالإنجليزية: Daniel Petrie Jr.) (و. 1952  م) هو مخرج أفلام، وكاتب سيناريو، ومنتج أفلام من كندا، والولايات المتحدة، ولد في كندا.
.

## التعليم
تعلم في University of Redlands ‏، ونورثفيلد ماونت هيرمون.

## وصلات خارجية
- دانييل بيتري على موقع IMDb (الإنجليزية)
- دانييل بيتري على موقع ألو سيني (الفرنسية)
- دانييل بيتري على موقع أول موفي (الإنجليزية)
- دانييل بيتري على موقع قاعدة بيانات الأفلام السويدية (السويدية)
- دانييل بيتري على موقع إن إن دي بي (الإنجليزية)
- دانييل بيتري على موقع قاعدة بيانات الفيلم (الإنجليزية)
- دانييل بيتري على موقع كينوبويسك (الروسية)